# WRU Challenge Cup
La WRU Challenge Cup (nota ora come SWALEC Cup per ragioni di sponsorizzazione) è la seconda competizione per importanza, ma la prima per istituzione, per club di rugby in Galles. La competizione viene disputata mediante la formula dell'eliminazione diretta.

## Albo d'oro: vincitori e finalisti
- 1972: Neath 15-9 Llanelli
- 1973: Llanelli 30-7 Cardiff
- 1974: Llanelli 12-10 Aberavon
- 1975: Llanelli 15-6 Aberavon
- 1976: Llanelli 16-4  Swansea
- 1977: Newport 16-15 Cardiff
- 1978:  Swansea 13-9 Newport
- 1979: Bridgend 18-12 Pontypridd
- 1980: Bridgend 15-9  Swansea
- 1981: Cardiff 14-6 Bridgend
- 1982: Cardiff 12-12 Bridgend (Cardiff vince per numero di mete)
- 1983: Pontypool 18-6  Swansea
- 1984: Cardiff 24-19 Neath
- 1985: Llanelli 15-14 Cardiff
- 1986: Cardiff 28-21 Newport
- 1987: Cardiff 16-15  Swansea (dopo t.s.)
- 1988: Llanelli 28-13 Neath
- 1989: Neath  14-13 Llanelli
- 1990: Neath  16-10 Bridgend
- 1991: Llanelli 24-9 Pontypool
- 1992: Llanelli 16-7  Swansea
- 1993: Llanelli 21-18 Neath
- 1994: Cardiff 15-8 Llanelli
- 1995:  Swansea 17-12 Pontypridd
- 1996: Pontypridd 29-22 Neath
- 1997: Cardiff 33-26  Swansea
- 1998: Llanelli 19-12 Ebbw Vale
- 1999:  Swansea 37-10 Llanelli
- 2000: Llanelli 22-12  Swansea
- 2001: Newport 13-8 Neath
- 2002: Pontypridd 20-17 Llanelli
- 2003: Llanelli 32-9 Newport
- 2004: Neath 36-13 Caerphilly
- 2005: Llanelli 25-24 Pontypridd
- 2006: Pontypridd 26-25 Neath
- 2007: Llandovery 20-18 Cardiff
- 2008: Neath 28–22 Pontypridd
- 2009: Neath 27–21 Llanelli
- 2010: Llanelli 20–8 Carmarthen Quins
- 2011: Pontypridd 35-24 Aberavon

## Vittorie totali per club
- Llanelli (14)
- Cardiff (7)
- Neath (6)
- Pontypridd (4)
- Swansea (3)
- Bridgend (2)
- Newport (2)
- Llandovery (1)
- Pontypool (1)